# Kruszczyk siny
Kruszczyk siny (Epipactis purpurata Sm.) – gatunek byliny z rodziny storczykowatych (Orchidaceae). Występuje w Europie Środkowej, w tym w Polsce.

## Rozmieszczenie geograficzne
Zasięg gatunku obejmuje Europę Środkową na zachodzie sięgając Anglii i wschodniej Hiszpanii, na południu południowych Włoch i Rumunii, na północy Danii i północno-wschodniej Polski. Odrębne podgatunki są endemitami na południowych krańcach Półwyspu Bałkańskiego i rejonu Kaukazu.
W Polsce gatunek występuje głównie w Polsce północnej i południowej, znacznie rzadziej w części środkowej. Największe zgromadzenie stanowisk znajduje się w pasie Karpat (m.in. Bieszczady, Gorce, Beskid Wyspowy, Beskid Niski), na Wyżynie Krakowsko-Częstochowskiej, Wyżynie Śląskiej, Roztoczu, na odcinku dolnej Wisły i Odry. Do najliczniejszych populacji należą stanowiska na Wzgórzach Trzebnickich, gdzie najliczniejsza populacja (licząca ponad 600 pędów) objęta jest ochroną Natura 2000 jako Wzgórza Warzęgowskie. Chroniony w kilku parkach narodowych, m.in. (Ojcowski, Gorczański, Magurski).

## Morfologia
ŁodygaMocna, prosta, obła, do 120 cm wysokości.
Liście4–10 jajowatolancetowatych lub wąskolancetowatych, ostrych, sinych liści długości 2–10 cm i szerokości 0,5–5 cm.
KwiatyDuże, szeroko otwarte, zebrane w gęsty, rozpierzchły, cylindryczny kwiatostan długości 5–30 cm. Przysadki lancetowate, ostre, długości 20–35 mm. Szypułka skręcona, długości 3–4 mm. Zalążnia wąskostożkowata, owłosiona, długości 6–9 mm. Obie części warżki zrośnięte nieruchomo. U nasady epichilu 2–3 gładkie guzki. Zewnętrzne płatki okwiatu jajowatolancetowate, ostre, owłosione z zewnątrz, długości 9–12 mm i szerokości 4–5 mm. Wewnętrzne płatki okwiatu o podobnym kształcie, nagie, długości 7–10 mm i szerokości 3–4 mm. Prętosłup bladoróżowy, długości 3–4 mm. Pyłkowiny żółte.
OwocDo 15 mm długości.

## Biologia i ekologia
Bylina, geofit. Kwitnie od lipca do września, z czego optimum kwitnienia przypada na początek sierpnia. Preferuje stanowiska cieniste, rzadziej jasne. Nigdy w pełnym słońcu. Gatunek ten potrafi rosnąć w miejscach na tyle cienistych, iż żadna inna roślina nie jest w stanie tam wegetować . Takson charakterystyczny dla środkowoeuropejskich lasów grądowych a także buczyn. Rośnie na glebach żyznych (eutroficznych), próchniczych, najczęściej wilgotnych i zasobnych w węglan wapnia.

## Zagrożenia i ochrona
Roślina objęta w Polsce ścisłą ochroną gatunkową. Umieszczona na Czerwonej liście roślin i grzybów Polski (2006) w grupie gatunków rzadkich (kategoria zagrożenia R). W wydaniu z 2016 roku otrzymała kategorię VU (narażony).